# Antonio de Hervias
Antonio de Hervias, OP (falecido em 1590) foi um prelado católico romano que serviu como Arcebispo de Cartagena de 1587 a 1590, Bispo de Verapaz de 1579 a 1587, e como o primeiro Bispo de Arequipa de 1577 a 1579.

## Biografia
Natural de Valladolid, Antonio de Hervias foi ordenado sacerdote na Ordem dos Pregadores.
- No dia 15 de abril de 1577, foi escolhido pelo Rei da Espanha e confirmado pelo Papa Gregório XIII como Bispo de Arequipa.[3][4]
- No dia 9 de janeiro de 1579, foi escolhido pelo Rei da Espanha e confirmado pelo Papa Gregório XIII como Bispo de Verapaz.[2][4]
- No dia 28 de setembro de 1587, foi escolhido pelo rei da Espanha e confirmado pelo papa Sisto V como bispo de Cartagena, onde serviu até à sua morte no dia 28 de setembro de 1587.[1][4]

Foi o consagrador principal do Bispo Juan Fernández de Rosillo (1592).